# Mikan Enikki
Mikan Enikki (みかん絵日記) é uma série de manga escrita por Miwa Abiko, que foi publicada na revista LaLa da Hakusensha entre junho de 1988 e janeiro de 1955. Uma adaptação em animé pela Nippon Animation, foi emitida no Japão entre 16 de outubro de 1992 e 18 de junho de 1993.

## Sinopse
Mikan é um gato que fica órfão após a morte do seu dono, e então decide ir até a cidade, onde conhece Tom (Tomu Kusanagi). A partir de então, Mikan começa uma nova vida com Tom e a família Kusanagi, que então descobre que o gato pode falar a linguagem humana.
Mikan se rebela mostrando que não só pode falar, mas também caminhar com duas patas, ler, e também adora licor. A série é narrada por Mikan, com um ponto de vista cómico, próprio do personagem.